# ヤチボウズ

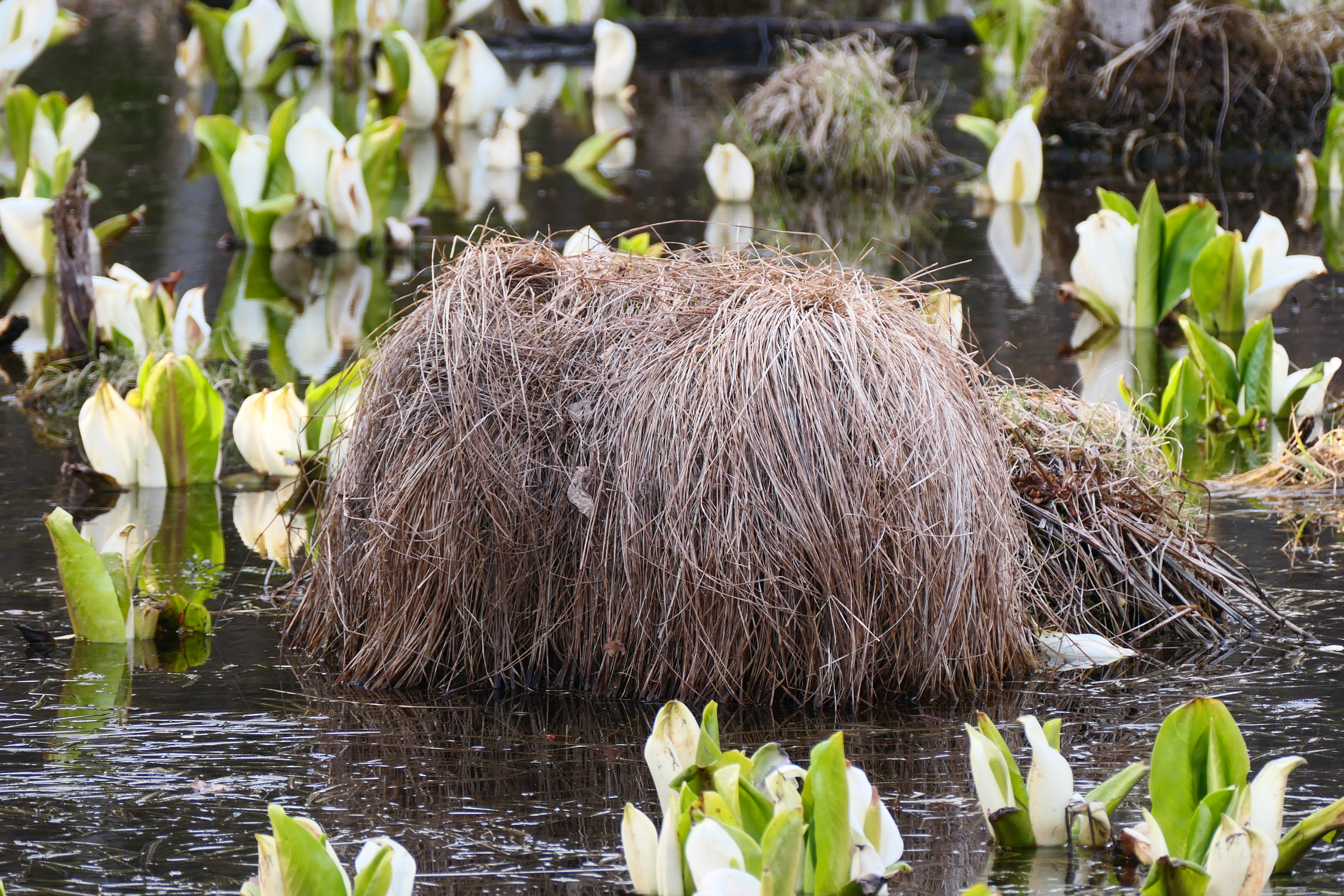
ヤチボウズ

ヤチボウズ（谷地坊主、野地坊主）はスゲ属の植物が盛り上がって作る株のことである。

## 概要
通常枯れて倒れたスゲは微生物によって分解されるが、低温過湿の湿原では分解されることなく枯れたスゲが残る。冬季に凍結することで持ち上げられた株の周りの土は春の雪解け水で侵食され、株のみが盛り上がった状態となる。そしてこの株から再び新しい葉や茎が生育する。これを繰り返すことで1m近くの大きさにまで盛り上がったものが形成される。
ヤチボウズの部分は湿原内でも湿度が低く冬季も暖かいため、湿気が苦手な植物の生育やアリの営巣、キタサンショウウオの越冬に役立っている。また、ヤチボウズ同士の間は水位が高くなるため、水位の高い場所を好む植物の生育にも役立っている。そのため、春先には一面のヤチボウズであった湿原も夏には様々な植物がみられるようになり、一見しただけでは湿原の中のヤチボウズを発見できなくなる。
主に根釧地方で多く見られ、開拓の障壁となった。岩沼から牛首別原野（現在の中川郡豊頃町）に移り住んだ入植者は「やちぼうずをやっつけるのには手こずった。たった1株を取り除くのに、1時間もかかったほどである。」と語っている。また、湿原を歩く際にも足を取られるなどの危険があり、満蒙開拓青少年義勇軍の元隊員は「湿地のヤチボウズは足を踏み外すと底なし沼である、一人では上る事も出来ない命取りの場合もある」と語っている。
北海道の開拓では鍬自体を重くし、切れ味を良くすることで固いヤチボウズを切断できるよう改良された坊主鍬と呼ばれる専用の鍬も存在した。

## 伝説
アイヌ語では「タクッペ」や「ニタッタクッペ（ニタッは谷地の意）」と呼ばれた。
平取町荷負では「人間の女に恋をしたニタッタクッペが子供に化けて可愛がってもらっていたが、ニタッタクッペはその女の亭主が狩りに行っている間に女に催眠術をかけてねんごろになった。それが亭主に見つかってしまい、ニタッタクッペと女は殺された。その後亭主の夢枕に女が立ち、『自分はニタッタクッペに騙されてこうなったので、哀れに思って供養をしてほしい』と言った。それを聞いて事情を知った男は丁重に供養をした。」という伝説が残っている。

## 利用
アイヌの言い伝えではタクッペ（ヤチボウズ）、ケロムシ（ヤマアワ）、ユㇰトパキナ（フッキソウ）の茎葉、フレㇷ゚ニハッ（チョウセンゴミシ）のつるなどを風呂に入れて煮立てたものに入浴するとマヤイケ（疥癬）に効果があるといわれていた。